# Glochidion wilsonii
Glochidion wilsonii là một loài thực vật có hoa trong họ Diệp hạ châu. Loài này được Hutch. mô tả khoa học đầu tiên năm 1916.

## Hình ảnh

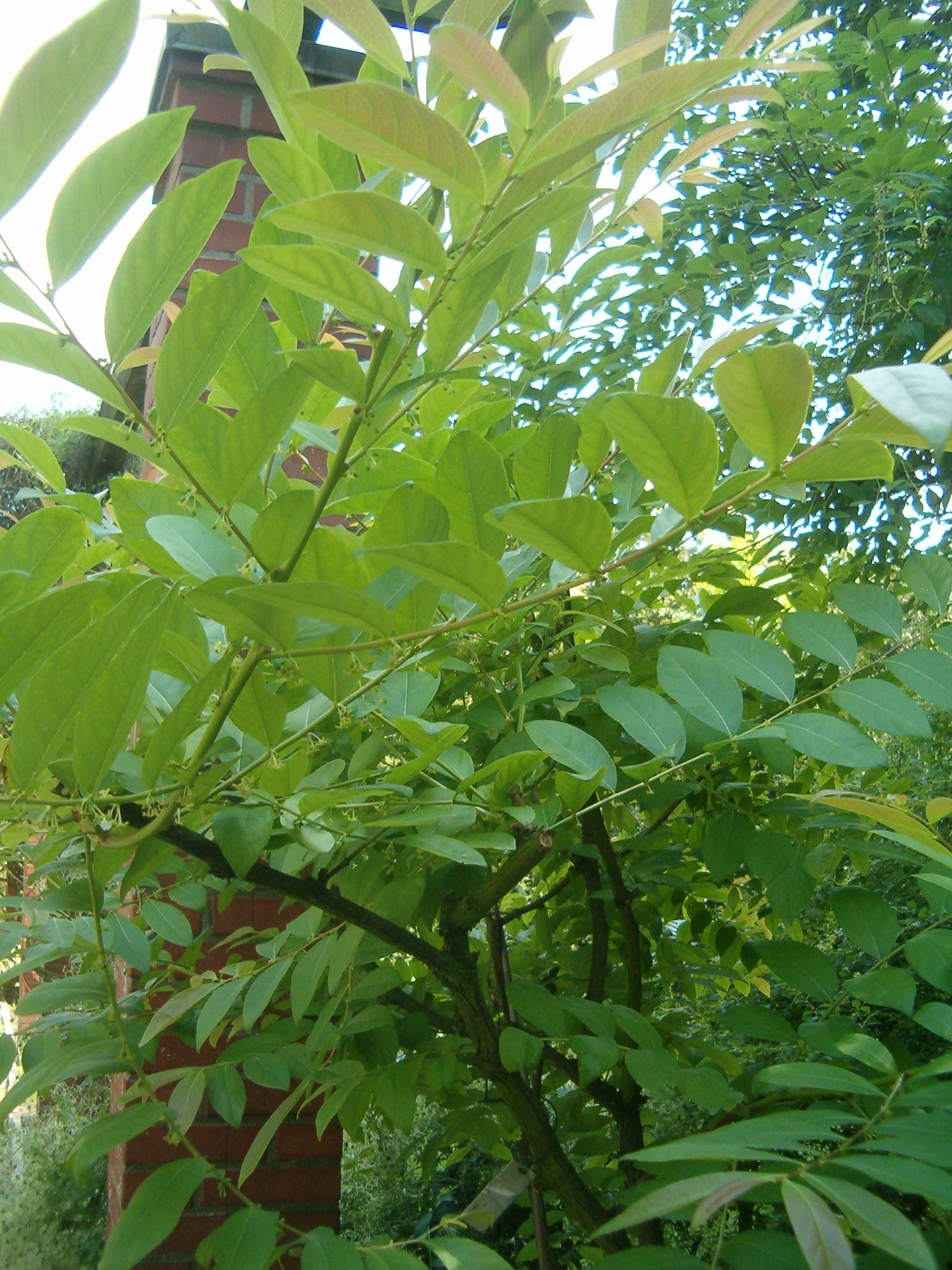
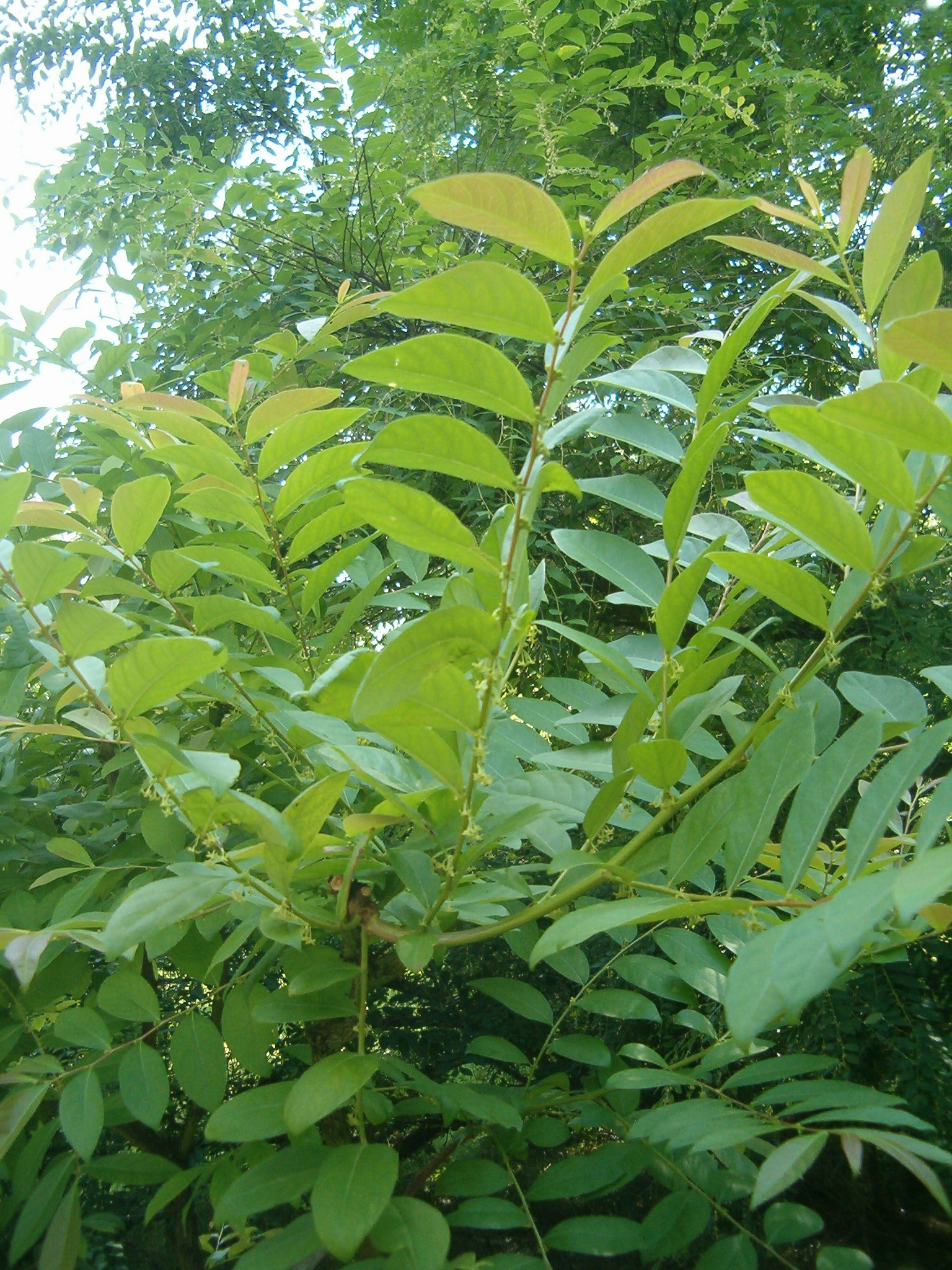
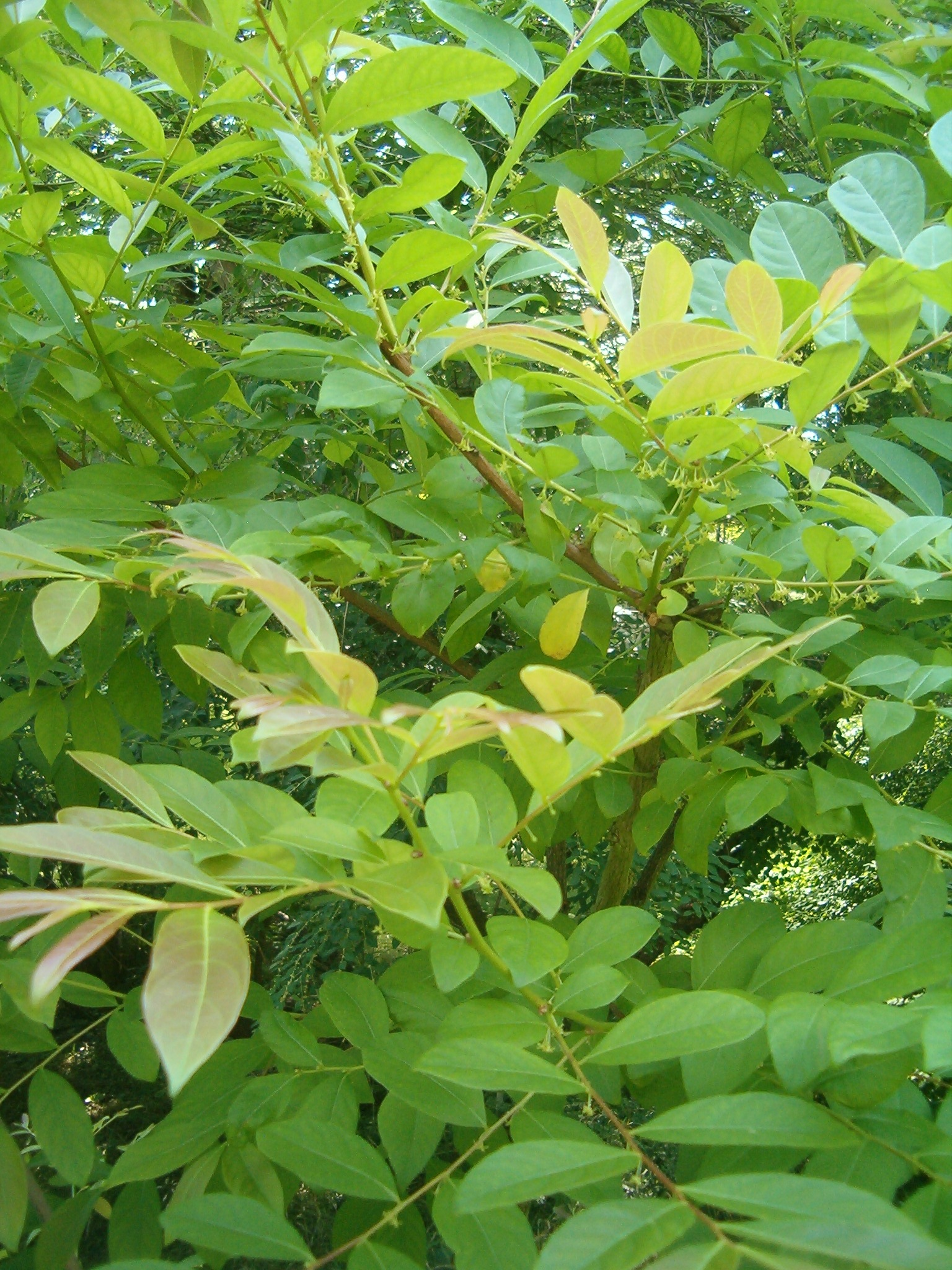
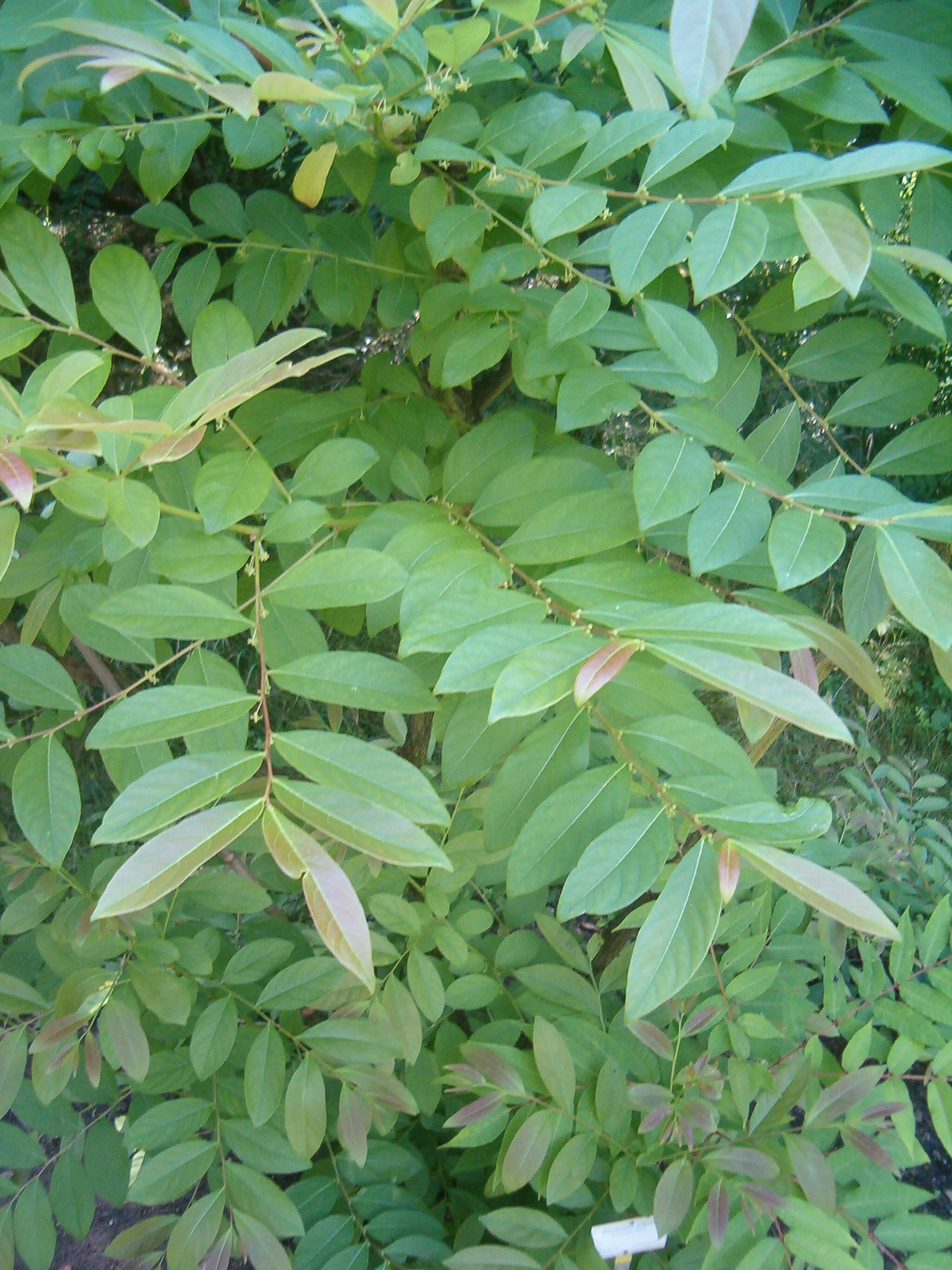